# Fashion Star
Fashion Star fue un reality show estadounidense, el cual fue emitido por la cadena NBC, dedicada a la rama Diseño de Modas. Los participantes compiten entre ellos para crear el mejor vestuario con muchas limitaciones, principalmente de dinero o de materiales. Fue conducido por Elle Macpherson en la primera temporada, y luego por Louise Roe en la temporada siguiente, grabado en vivo y con público, además contó con música, bailarines y modelos. Jessica Simpson, Nicole Richie y John Varvatos, fueron los mentores de este programa.

## Mentores/Jueces
Jessica Simpson, Nicole Richie y John Varvatos actuar como mentores y jueces de los concursantes.

## Temporadas

### Temporadas I

#### Diseñadores
Estos son los diseñadores del show::
| Diseñador          | Edad | Ciudad Natal      | Posición Final |
| ------------------ | ---- | ----------------- | -------------- |
| Nicholas Bowes     | 38   | Los Ángeles, CA   | 14th           |
| Oscar Fierro       | 37   | Lewisville, TX    | 13th           |
| Lizze Parker       | 41   | Seattle, WA       | 12th           |
| Lisa Vian Hunter   | 47   | Mercer Island, WA | 11th           |
| Edmond Newton      | 32   | Atlanta, GA       | 10th           |
| Bárbara Bates      | 55   | Chicago, IL       | 9th            |
| Sarah Parrott      | 31   | Marietta, GA      | 8th            |
| Ross Bennett       | 27   | Austin, TX        | 7th            |
| Nikki Poulos       | 43   | Delray Beach, FL  | 6th            |
| Orly Shani         | 26   | New York City, NY | 5th            |
| Luciana Scarabello | 30   | Miami, FL         | 4th            |
| Nzimiro Oputa      | 28   | New York City, NY | Finalista      |
| Ronnie Escalante   | 32   | San Francisco, CA | Finalista      |
| Kara Laricks       | 38   | New York City, NY | Ganador        |

#### Episodios por índices de audiencia
| #  | Episodio                             | Fecha               | 18-49 (Rating/Share) | Viewers (million) |
| -- | ------------------------------------ | ------------------- | -------------------- | ----------------- |
| 1  | "Pilot"                              | 13 de marzo de 2012 | 1.6/4                | 4.55              |
| 2  | "Who's Your Customer"                | 20 de marzo de 2012 | 1.8/5                | 4.76              |
| 3  | "Here Comes Summer"                  | 27 de marzo de 2012 | 1.5/4                | 4.00              |
| 4  | "High End Appeal/Mass Market Appeal" | 3 de abril de 2012  | 1.5/4                | 4.11              |
| 5  | "Living Department Store Window"     | 10 de abril de 2012 | 1.8/5                | 4.66              |
| 6  | "Out of the Box"                     | 17 de abril de 2012 | 1.5/4                | 4.46              |
| 7  | "Mentor's Choice"                    | 24 de abril de 2012 | 1.5/4                | 4.59              |
| 8  | "What's Your Campaign?"              | 1 de mayo de 2012   | 1.5/4                | 4.23              |
| 9  | "Buyer's Choice"                     | 8 de mayo de 2012   | 1.3/4                | 4.30              |
| 10 | "Finale"                             | 15 de mayo de 2012  | 1.6/4                | 4.81              |

### Temporadas II

#### Diseñadores
Fuente:
| Diseñador                       | Edad  | Residencia                 | Posición |
| ------------------------------- | ----- | -------------------------- | -------- |
| Hunter Bell                     | 32    | Florence, Carolina del Sur | Ganador  |
| Cassandra Hobbins               | 31    | Edmonton, Canada           | 2nd      |
| Daniel Silverstein              | 24    | Brooklyn, New York         | 3rd      |
| Garrett Gerson JesseRay Vásquez | 32 28 | Malibu, California         | 4th      |
| Silvia Argüello                 | 38    | Milán, Italia              | 5th      |
| Johana Hernández                | 26    | Compton, California        | 6th      |
| Amber Perley                    | 30    | Austin, Texas              | 7th      |
| Brandon Scott                   |       | Los Ángeles, California    | 8th      |
| Priscilla Barroso               | 31    | Austin, Texas              | 9th      |
| David Appel                     |       | Los Ángeles, California    | 10th     |
| Tori Nichel                     |       | New York City, New York    | 11th     |
| Bret Young                      | 37    | Los Ángeles, California    | 12th     |